# Bathyconchoecia sagittarius
Bathyconchoecia sagittarius is een mosselkreeftjessoort uit de familie van de Halocyprididae. De wetenschappelijke naam van de soort is voor het eerst geldig gepubliceerd in 1968 door Deevey.